# La Robine-sur-Galabre
La Robine-sur-Galabre település Franciaországban, Alpes-de-Haute-Provence megyében. Lakosainak száma 292 fő (2022. január 1.). La Robine-sur-Galabre Authon, Barles, Le Brusquet, Digne-les-Bains, La Javie, Hautes-Duyes és Thoard községekkel határos.

## Népesség
A település népességének változása:
| Lakosok száma | 57   | 146  | 228  | 309  | 306  | 312  | 299  | 288  | 286  | 292  |
|               | 1968 | 1982 | 1990 | 2006 | 2013 | 2015 | 2017 | 2019 | 2020 | 2022 |